# Crenulação

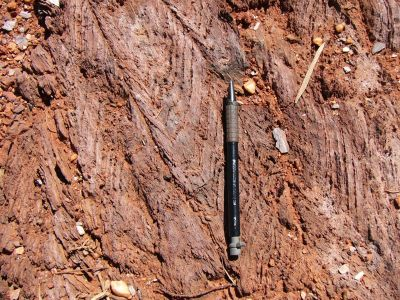
Exemplo de clivagem crenulada formando-se entre dobras do tipo kink. O afloramento encontra-se na Mina de Nathans, Bacia de Glengarry, Washington, EUA. Estas dobras representam a sobreposição da foliação no topo de duas foliações anteriores. A imagem tem como escala um porta-minas.

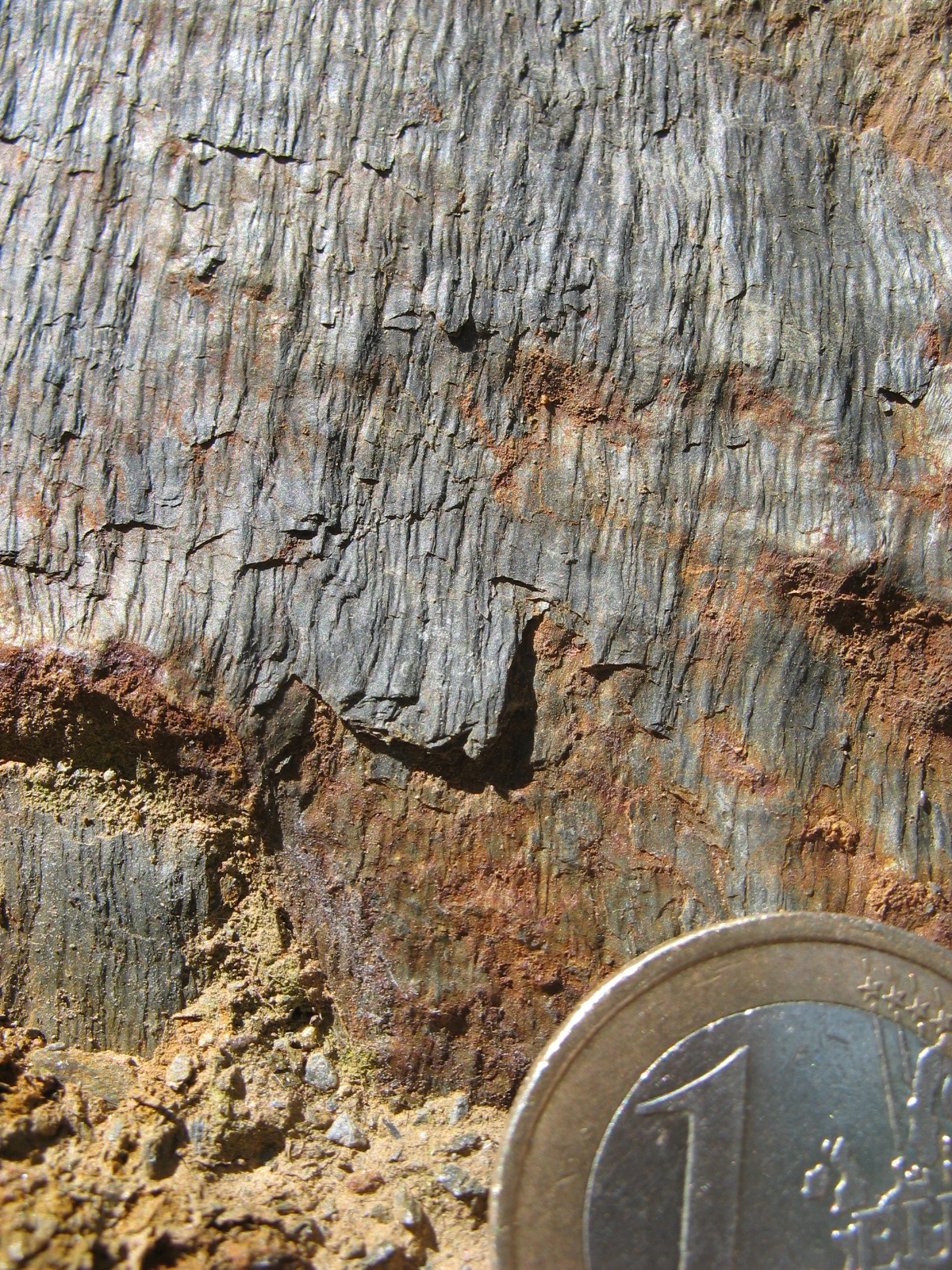
Exemplo de filito crenulado.

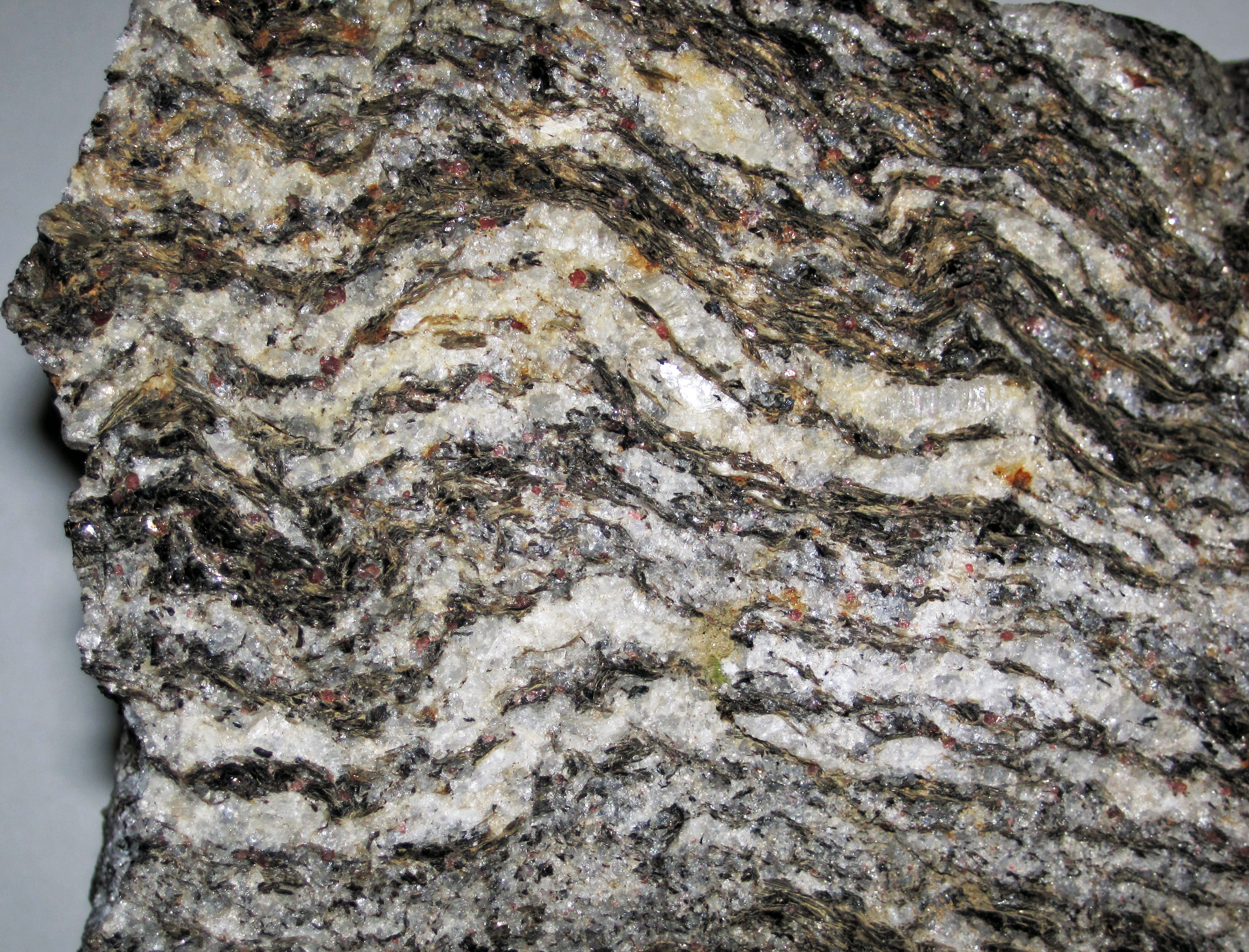
Crenulação ondulante num gnaisse pré-câmbrico do Himalaia (Índia).

Crenulação é a designação dada em geologia estrutural à dobragem em pequena escala que ocorre em rochas sujeitas a esforços tectónicos. Designa-se por clivagem de crenulação a clivagem que corta uma rocha que tem uma clivagem contínua preexistente. Num contexto geológico, a crenulação e a clivagem de crenulação" são microestruturas formada em rochas metamórficas, como o filito, o xisto e alguns gnaisses, por duas ou mais direcções de tensão que provocam a formação de foliações sobrepostas. Em algumas rochas metamórficas, a clivagem de crenulação é identificada como uma clivagem distinta da foliação microlitónica..

## Descrição
As crenulações formam-se quando um tecido planar primitivo é sobreposto por um tecido planar posterior. As crenulações formam-se por recristalização de minerais de micas durante o metamorfismo. Os minerais micáceos formam superfícies planas conhecidas como foliações perpendiculares aos principais campos de tensão. Se uma rocha for sujeita a duas deformações separadas, e a segunda deformação tiver um ângulo diferente do original, o crescimento de novas micas nos planos de foliação criará um novo plano de foliação perpendicular ao plano da tensão principal. A intersecção angular das duas foliações origina uma textura de diagnóstico denominada crenulação, que pode envolver a dobragem das foliações de mica anteriores pela foliação posterior.
A clivagem por crenulação ocorre nos flancos de microdobras principalmente em rochas metamórficas que foram deformadas várias vezes. No entanto, algumas rochas sem deformação prévia também adquirem clivagem de crenulação, por exemplo, os xistos sedimentares. Nesses casos, a escala de microdobragem e foliação pode ser tão fina que é indistinguível a olho nu da foliação de xisto comum.
As crenulações, por serem o resultado de uma segunda (ou posterior) foliação, preservam informações importantes não só sobre as tensões que formaram a foliação da crenulação, mas também sobre a orientação das foliações anteriores. Em primeiro lugar, a crenulação deve ser analisada para determinar a foliação inicial, em geral designda por S1, e a foliação subsequente de sobreposição. A intersecção destes dois planos forma uma intersecção de lineação. Esta intersecção, em geral designada por L1-2, pode aproximar-se do mergulho da interferência das dobras F2.
A clivagem de crenulação pode ser discreta ou zonal. É chamada discreta quando trunca abruptamente a clivagem contínua preexistente; e zonal quando coincide com os flancos das microdobras. Se a orientação da clivagem da crenulação coincide totalmente com a dos flancos, a foliação resultante é particularmente pronunciada. Através do metamorfismo, a clivagem da crenulação tende a ser ainda mais acentuada se a concentração de alguns minerais em certos planos for aumentada por recristalização (por exemplo, mica ou calcite) ou dissolução sob pressão. A clivagem por crenulação pode ser simétrica ou assimétrica, dependendo da orientação espacial das microdobras de crenulação.
A clivagem por crenulação é particularmente comum em rochas metamórficas pelíticas com um grau médio ou elevado de metamorfismo, sendo um fenómeno comum em rochas com um baixo grau de metamorfismo.
A clivagem de crenulação geralmente mostra zonas ricas em filossilicatos alternando com zonas ricas em quartzo e feldspatos. Os filitos e os xistos são rochas que frequentemente apresentam crenulação. Nem todas as microdobras estão associadas à crenulação.
Para reconhecer uma crenulação numa rocha pode ser necessário inspecionar a rocha com uma lente manual ou microscópio petrográfico em secção fina. As crenulações podem ser muito crípticas, podendo haver várias registadas numa rocha e, especialmente, entranhadas em porfiroblastos. As crenulações podem manifestar-se como dobragem da foliação anterior, de tal forma que a foliação original parece estar revestida ou inscrita por uma foliação posterior. 
Em estados mais avançados, a foliação posterior tenderá a formar planos de foliação distintos que cortam transversalmente a foliação anterior, resultando em quebra, deformação e dobragem em microescala da foliação anterior na nova foliação. Quando a foliação de crenulação começa a dominar, pode anular total ou quase completamente a foliação original. Este processo ocorre a ritmos diferentes em rochas e leitos de litologias e composições químicas diferentes, pelo que é geralmente útil observar uma variedade de afloramentos para obter uma melhor apreciação do efeito da crenulação ou descobrir a orientação ou presença de foliações anteriores.
A crenulação pode também ser o plano de foliação incipiente que precipita o cisalhamento. Neste caso, é muitas vezes provável que a crenulação actue como um plano de cisalhamento e pode ser difícil reconstruir foliações e unidades rochosas anteriores através da foliação da crenulação.
O impacto inicial de uma foliação de crenulação pode ser o crescimento críptico e microscópico de novos minerais num ângulo em relação às foliações anteriores. Isto pode ocorrer apenas em certas composições das rochas que favorecem o crescimento de minerais sob as condições P-T da altura. 
Em condições mais frágeis, especialmente em rochas altamente micáceas, uma crenulação pode aparecer como faixas do tipo kink, onde as foliações S1 são dobradas pela foliação S2, de modo que os minerais originais são quebrados ou deformados. Isto pode não resultar no crescimento de novos minerais.
Eventualmente, a foliação de crenulação sobrepõe-se à foliação S1. Em casos extremos, a foliação S2 irá obliterar a foliação anterior, especialmente em rochas húmidas que têm composições passíveis de crescimento de minerais nessa altura. Neste caso, os porfiroblastos podem ser a única forma de observar foliações anteriores, assumindo que têm rastos de inclusão da foliação S1.